# Cheiranthera cyanea
Cheiranthera cyanea är en tvåhjärtbladig växtart som beskrevs av Adolphe-Théodore Brongniart. Cheiranthera cyanea ingår i släktet Cheiranthera och familjen Pittosporaceae. Inga underarter finns listade.